# Forces spéciales de l'armée de la république du Vietnam
Les forces spéciales de l'armée de la république du Viêt Nam (En vietnamien : Lực Lượng Đặc Biệt Quân Lực Việt Nam Cộng Hòa) étaient les unités militaires d'élite de l' armée de la république du Vietnam (ARVN). À la suite de la création de la république du Viêt Nam (communément appelée Sud-Vietnam) en octobre 1955, les forces spéciales ont été formées à Nha Trang en février 1956. Sous le règne de Ngô Đình Diệm, les forces spéciales étaient dirigées par son frère, Ngô Ðình Nhu, jusqu'à ce que tous deux soient assassinés en novembre 1963 lors d'un coup d'État. Les forces spéciales ont été dissoutes en 1975 lorsque le Sud-Vietnam a cessé d'exister après la chute de Saïgon. 

## Historique

### Période du président Diêm
Au début de l’année 1957, le président Ngô Đình Diệm ordonne la création de la première unité de forces spéciales de la république du Viêt Nam. Baptisée Lien doi Quan so 1, pour « 1re unité d’observation », son rôle est de mener des opérations clandestines en dehors des frontières du pays. Les soldats reçoivent une formation de parachutiste à l’école de Vũng Tàu, puis suivent un stage commando de quatre mois à Nha Trang, une ancienne école commando française réactivée en 1956 sous supervision de l’United States Army Special Forces Mobile Training Team. Les cinquante-huit hommes qui arrivent au bout de l’entraînement sont placés directement sous l’autorité du président Diêm, sans interférence du commandement de l’Armée de la république du Viêt Nam (ARVN). Son commandant est par conséquent un fidèle de Diêm, le lieutenant-colonel Le Quang Tung, mais la plupart des autres soldats sont originaires de la république démocratique du Viêt Nam.
En décembre 1958, l’effectif de l’unité est portée à quatre cent hommes et elle prend le nom de Lien Doan Quan Sat so 1, pour « 1er groupe d’observation ». À cette date, elle sert néanmoins essentiellement de garde rapprochée à Diêm. Ce n’est qu’en 1960 que l’unité commence à être plus fréquemment engagée au combat contre le Front national de libération du Sud Viêt Nam dans le delta du Mekong et le long de la frontière avec le Laos. Les opérations en direction de ce pays s’intensifient en 1961, avec des incursions sur son territoire pour attaquer les voies de ravitaillement de la guérilla. En novembre 1961, le groupe prend le nom de Lien Doan 77, « groupe 77 », en référence au 77th Special Forces Group américain avec lequel ils opèrent au Laos.
Un second groupe, le Lien Doan 31, est fondé en février 1963 et les deux groupes sont réunis sous une structure de commandement commune, le Luc Luong Dac Biet (LLDB) le 15 mars, bien que celle-ci soit toujours sous contrôle direct du président Diêm. Au total, le LLDB compte sept compagnies en uniforme, auxquelles s’ajoutent trois compagnies en civil. Ces dernières sont abondamment utilisées par Diêm comme police politique ; elles mènent par exemple en août 1963 des raids destructeurs contre les lieux de culte bouddhiste du pays, ces derniers s’étant opposés à la politique présidentielle.

### Période de la junte
Après le coup d’état contre Diêm en novembre 1963, le lieutenant-colonel Tung est arrêté puis exécuté, et le LLDB passe sous contrôle de l’ARVN. Son rôle est limité à la formation de milices paramilitaires dans les villages bordant la frontière, tandis que les opérations extérieures sont confiées à un nouveau service. Un troisième service dédié aux infiltrations de longue durée à l’étranger est créé en 1964. Au gré des restructurations, le LLDB devient progressivement une copie des forces spéciales américaines.
Le 30 janvier 1968, le quartier général du LLDB à Nha Trang est attaqué au premier jour de l’offensive du Tết. Bien que les rangers basés sur place parviennent à repousser rapidement les assaillants, une partie des officiers est tuée lors de l’assaut. Dans les mois qui suivent, les forces spéciales sont fortement engagées dans les combats visant à repousser les nord-vietnamiens hors de Saïgon. À la fin de l’année 1968, les opérations extérieurs sont placées regroupées dans le Nha Ky Thuat (« direction stratégique technique »). Ce dernier est construit sur le modèle du Military Assistance Command, Vietnam – Studies and Observations Group américain, qui finance, organise et contrôle par ailleurs ses opérations.
De son côté le LLBD disparaît en décembre 1970 après que les unités irrégulières dont il avait la charge aient été transférées à l’armée régulière. Les meilleurs officiers sont versés dans une nouvelle formation au sein du Nha Ky Thuat. Peu de temps après, en février 1971, ce dernier est totalement restructuré pour pouvoir assumer ses responsabilités accrues dans le cadre de la politique de vietnamisation des armées.

### Désagrégation
Avec le retrait accéléré des forces américaines à partir de 1972, puis des conseillers militaires en octobre 1973, les forces spéciales sud-vietnamiennes ont de plus en plus de difficultés à effectuer des opérations extérieures en raison de leur manque de moyens logistiques et aériens. À partir de la fin de l’année 1974, les unités sont progressivement détruites dans actions défensives pour tenter d’arrêter l’avance de l’armée nord-vietnamienne.
Dans les derniers jours du conflit, les survivants sont pour la plupart tués ou capturés. Le commandant du Nha Ky Thuat quitte Saïgon le 27 avril 1975 par avion, tandis que quelques centaines de commandos et de personnel du quartier général s’enfuient vers les eaux internationales à bord d’une barge. Les éléments subsistants dans la ville combattent jusqu’à la capitulation le 30 avril 1975.